# لوسین کار
لوسین کار (انگلیسی: Lucien Carr ‏(۱ مارس ۱۹۲۵ – ۲۸ ژانویه ۲۰۰۵) از اعضای اصلی حلقه نسل بیت در نیویورک در دهه ۱۹۴۰ بود. او نه نویسنده بود و نه شاعر اما بسیاری او را منبع الهام هنرمندان نسل بیت می‌دانند.

## کودکی و نوجوانی
لوسین کار در سال ۱۹۲۵ در خانواده‌ای مرفه در نیویورک سیتی به دنیا آمد، بیشتر دوران کودکی خود را در سنت لوئیس، میزوری گذراند. پس از فارغ‌التحصیلی از آکادمی فیلیپس در اندوور، مدت کوتاهی در کالج بودین تحصیل کرد و بعد به دانشگاه شیکاگو منتقل شد. پس از دو ترم تحصیل در دانشگاه شیکاگو، اقدام به خودکشی کرد و مدت کوتاهی در بیمارستان روانی بستری شد. مادرش که در آن زمان در نیویورک زندگی می‌کرد، او را متقاعد کرد که به نیویورک بیاید و درسش را در دانشگاه کلمبیا ادامه دهد.

## دانشگاه کلمبیا و نسل بیت
گروهی که بعدها با نام نسل بیت شهرت یافت با ورود لوسین کار به دانشگاه کلمبیا شکل گرفت. او و آلن گینزبرگ هر دو در یک خوابگاه دانشجویی زندگی می‌کردند و در کریسمس ۱۹۴۳، رفاقتشان آغاز شد. جیمز کمپبل در کتابی به نام این است نسل بیت ماجرای آشنایی این دو نفر را این‌طور تعریف می‌کند: از اتاق لوسین کار موسیقی برامس به گوش می‌رسیده و گینزبرگ مشتاق می‌شود ببیند چه کسی به موسیقی محبوب او گوش می‌دهد. گینزبرگ در دفتر خاطراتش از لوسین کار به عنوان اولین عشق خود یاد می‌کند. در زمستان همان سال، لوسین کار، گینزبرگ را با ویلیام باروز آشنا کرد و چند ماه بعد با یکی دیگر از دانشجویان دانشگاه کلمبیا به نام جک کرواک طرح دوستی ریختند. لوسین کار باهوش و کاریزماتیک بود و  به سرعت سردمدار این گروه شد - او آنها را با اشعار پر احساس آرتور رمبو و زندگی شبانه گرینویچ ویلج آشنا کرد. او روشنفکری جنجالی بود، بسیار می‌نوشید، به مهمانی‌های دانشگاه کلمبیا شور و حال می‌داد. کاری نبود که از او برنیاید: از پاره کردن صفحات انجیل گرفته تا این که جک کرواک را متقاعد کند در یک چلیک آبجو برود و او را در سراشیبی خیابان برادوی قل بدهد. او الگو و سرمشق هنرمندان نسل بیت بود. کرواک در وصف لوسین کار گفته بود: «مردی‌ست با هوشی سرشار، کلمات از درونش فوران می‌کنند، خیال می‌کنی شکسپیر دوباره متولد شده است، این بار با زلف طلایی و هاله‌ای دور سرش.» و از گینزبرگ بارها نقل شده که: «لو حلقه اتصال بود.» او بر اساس تعالی‌گرایی امرسونی و بوهمینیسم پاریسی تزی ارائه داد به نام «نگرش نو». این تز سنگ بنای نوشته‌های انقلابی نسل بیت شد و بر سه اصل استوار بود:
1. خودبیانگریِ برهنه، سرآغاز خلاقیت است.
2. آگاهی هنرمند رشد نمی‌کند مگر در پراکنده‌هوشی و پریشان‌حواسی.
3. هنر از اخلاقیات متعارف بر حذر است.[۶]

در ۱۳ اوت ۱۹۴۴، در زمانی که تمام اروپا را درگیر و دار جنگ بود، کرواک و کار نقشه‌ای دیوانه‌وار کشیدند. آنها تصمیم گرفتند قاچاقی سوار کشتی‌ای به مقصد فرانسه شوند و رد پای آرتور رمبو، شاعر محبوب لوسین را، در پاریس دنبال کنند. اما مست کردند و دیر به کشتی رسیدند و خدمه کشتی پیاده‌شان کردند. کمی بعد این دو نفر از هم جدا شدند اتفاقاتی که بعد از این رخ داد را بسیاری «گناه نخستین» نسل بیت نامیده‌اند.

## قتل

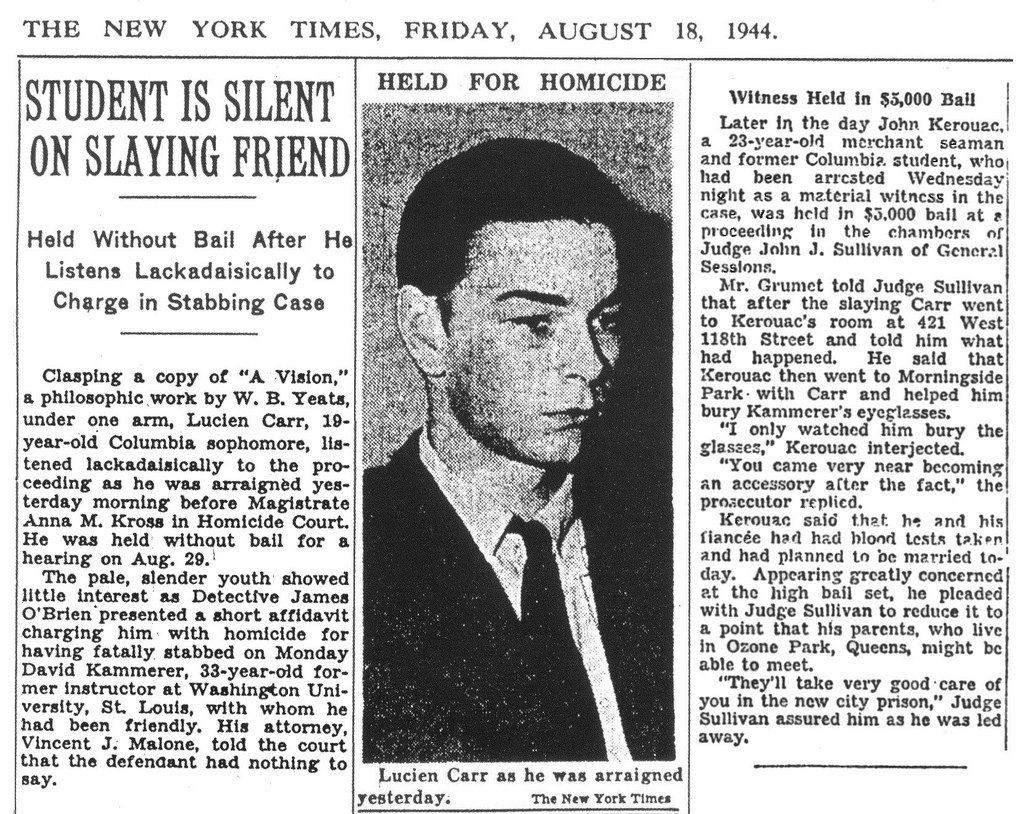

در ۱۳ اوت ۱۹۴۴، در روزی که متفقین نیروهایشان را با موفقیت در سواحل جنوبی فرانسه پیاده کردند، نیویورک تایمز به جای پرداختن به خبر پیشروی متفقین، ترجیح داد صفحه اول خود را به ماجرای یک قتل اختصاص دهد: «دانشجوی کلمبیا دوستش را به قتل رساند و جسدش را در رودخانه هادسن غرق کرد.» لوسین کار، دانشجوی ۱۹ ساله دانشگاه کلمبیا، در ساعات اولیه صبح، در پارک ریورساید در شمال غرب منهتن، مردی را با ضربات متعدد چاقو به قتل رساند. سپس جیب‌های مقتول را با سنگ پر کرد و جسد را در رودخانه انداخت.
مقتول مردی بود به نام دیوید کمرر که لوسین کار او را از کودکی می‌شناخت. او نخستین بار در سنت لوئیس، با دیوید کمرر و از طریق او، با دوست دوران کودکی‌اش، ویلیام اس. باروز آشنا شد. کمرر مدرس دانشگاه واشینگتن بود و مدتی در سنت لوییس کار مربی‌گری یک گروه پیشاهنگی پسران را برعهده داشت. در همین زمان بود که کمرر با لوسین کارِ دوازده ساله آشنا شد.
در مورد رابطه کار و کمرر روایت‌های مختلفی وجود دارد. وکلای مدافع کار، معتقدند کمرر عاشق لوسین بود و هر جا که لوسین می‌رفت، سر در پی‌اش می‌گذاشت، طبق روایت آنها کمرر از اندوور تا دانشگاه شیکاگو لوسین را تعقیب کرد. لوسین دو ترم در شیکاگو درس خواند تعقیب کرد و بعد به نیویورک رفت. کمرر هم بلافاصله سر از نیویورک درآورد. خانواده لوسین کار هم این روایت را تأیید می‌کنند و معتقدند جابه‌جایی‌های فراوان لوسین کار در نوجوانی و جوانی و خودکشی او در دانشگاه شیکاگو را به مزاحمت‌های کمرر مربوط بوده‌است. از سوی دیگر، دوستان کمرر مدعی شدند که در مورد کمرر بی‌انصافی شده‌است، طبق روایت آنها، کمرر هم یکی از اعضای اصلی نسل بیت بود، هرگز به کار نظری نداشت و اصلاً همجنس‌گرا نبود. اما به هر ترتیب، چه این رابطه مطلوب لوسین بود و چه نبود، به نظر می‌رسد لوسین از این که می‌توانست مردی مسن‌تر را به ساز خود برقصاند لذت می‌برد.
آن طور که لوسین کار ماجرای شب ۱۳ اوت ۴۴ را تعریف می‌کند، بعد ار جدا شدن از کرواک، در پارک ریورساید به کمرر برمی‌خورد. کمرر قصد داشته به او تعرض کند و لوسین برای دفاع از حیثیتش او را با دو ضربه چاقو به قتل رسانده‌است. دفاع اصلی لوسین کار این بود که همجنس‌گرا نیست.
لوسین بعد از قتل به دیدن باروز رفت و پاکت سیگار خونی کمرر را نشانش داد. باروز سیگار را در توالت انداخت و به کار توصیه کرد وکیل بگیرد و خودش را تسلیم کند. اما کار پیش کرواک رفت و با هم به محل وقوع قتل برگشتند. عینک کمرر را چال کردند و چاقوی پیشاهنگی کار را دور انداختند. بعد، هر دو با هم به سینما و موزه هنر مدرن رفتند.
کار، عاقبت خودش را تسلیم کرد. باروز و کرواک هم به عنوان «شاهد مطلع» دستگیر شدند. این اولین بار بود که نام کرواک در روزنامه‌ای منتشر می‌شد. پدر باروز به سرعت با قید وثیقه او را آزاد کرد اما گفته می‌شود که پدر کرواک حاضر نشد برای او به وثیقه بگذارد. کرواک با وثیقه پدر و مادر دوست‌دخترش، ادی پارکر، آزاد شد به این شرط که او و ادی بلافاصله با هم ازدواج کنند.
این پرونده به دلایل متعدد توجه رسانه‌ها را به خود جلب کرد. یکی این که افراد درگیر در ماجرا جوان، زیبا و تحصیل‌کرده بودند. مسئلهٔ دوم اشاره به همجنس‌گرایی بود. همجنس‌گرایی در آن زمان یک رسوایی تمام‌عیار به حساب می‌آمد و طبعاً بر جذابیت داستان اضافه کرد. داستان مردی مسن و همجنس‌گرا که پسری جوان و دگرجنس‌گرا را قربانی امیال خود کرده، داستان محبوب روزنامه‌ها شد و از آن با عنوان «قتل برای دفاع از ناموس» یاد کردند. این پرونده یکی از اولین نمونه‌هایی بود که از شیوهٔ دفاع بر مبنای هراس از همجنس‌گرایی استفاده شد. مبنای دفاع این بود که اگر فردی دگرجنس‌گرا از سوی یک همجنس‌گرا مورد تعرض قرار بگیرد، چنان دچار اشمئزاز می‌شود که کنترل اعمال خود را از دست می‌دهد و نمی‌توان او را به سبب جرمی که مرتکب شده گناهکار دانست.
لوسین کار به جرم قتل شبه عمد، به دو سال زندان محکوم شد. کرواک تنها چند روز را در زندان گذراند.

## پس از زندان
پس از آزادی، لوسین کار کاملاً تغییر کرد و مسیر دیگری را در پیش گرفت. گرچه در جمع کردن اعضای اصلی نسل بیت و تشکیل هسته مرکزی نقش محوری داشت، اما بعد از این ماجرا ترجیح داد خود را از کانون توجه دور نگه دارد. با فرانچسکا فن هارتز ازدواج کرد، در روزنامه یونایتدپرس اینترنشنال مشغول به کار شد و تا ۴۷ سال به بعد در کار خبر باقی ماند. او و فرانچسکا صاحب سه فرزند شدند: سیمون، ایتن و کیلب کار (که نویسنده است). لوسین کار رفاقتش با نسل بیت را تا پایان عمرشان حفظ کرد، اغلب اولین خواننده آثارشان بود اما خود را از هیاهوی آنها دور نگه داشت.

## در آثار نسل بیت
- گینزبرگ قصد داشت دربارهٔ ماجرای این قتل رمانی بنویسد به نام آواز خون اما به توصیه پروفسور انگلیسی دانشگاه کلمبیا که مایل نبود بدنامی بیشتری برای دانشگاه به بار بیاید از نوشتن آن صرف‌نظر کرد.[۶] در کتاب شعر مشهور گینزبرگ، زوزه، نام لوسین کار در تقدیم‌نامچه کتاب آمده بود اما به اصرار «کار» در چاپ‌های بعدی کتاب حذف شد.[۴]
- در غرور دولوز (۱۹۶۸) صحنه‌هایی وجود دارد که عیناً شرح شیطنت‌ها و ماجراهای واقعی لوسین کار است: مثلاً ماجرای شبی که لوسین کار کرواک را در یک چلیک آبجو در سراشیبی خیابان برادوی قل داد، تمام و کمال در کتاب آمده‌است.[۴] کتاب شهرستان و شهر هم روایت داستانی شده کرواک از ماجرای قتل کمرر است.[۶]
- جک کرواک و ویلیام باروز ماجرای قتل کمرر را دستمایه رمانی قرار دادند به نام و اسب آبی‌ها در محفظه‌هایشان جوشانده شدند. این کتاب تا سال ۲۰۰۸ منتشر نشد.[۹]

## مرگ
لوسین کار در سن ۷۹ سالگی بر اثر سرطان درگذشت.

## در دیگر آثار
در سال ۲۰۱۳ فیلمی به نام عزیزانت را بکش دربارهٔ نسل بیت و ماجرای این قتل، به کارگردانی جان کروکیداس و با بازی دنیل رادکلیف (در نقش آلن گینزبرگ)، دین دی‌هان (لوسین کار)، مایکل سی هال (دیوید کمرر)، بن فاستر (ویلیام باروز) و جک هیوستن (جک کرواک) ساخته شد.